# 松田颯水
松田 颯水（まつだ さつみ、1993年7月17日 - ）は、日本の女性声優。大阪府高槻市出身。アーツビジョン所属。
アイムエンタープライズ所属声優の松田利冴は実姉。利冴とは生年月日が1日違いの双子である。

## 経歴
高校在学3年間に全日本アニソングランプリに姉・利冴と共に出場、2010年の第4回、2011年の第5回では大阪大会を優勝し、全国大会に出場した経験を持つ。その後日本ナレーション演技研究所を経てアーツビジョンに所属。
2013年、ゲーム『メタルマックス4 月光のディーヴァ』のクライヤ役でデビュー。
2020年、劇場アニメ『人体のサバイバル!』のジオ役で、初の主役を演じる。

## 人物
双子の姉・利冴とは所属事務所が異なるが、『怪盗ジョーカー』にてベル&ベラ役、『電波教師』にて双子の小宮流・小宮滝役、『学戦都市アスタリスク』にて双子の兄妹である黎沈雲・黎沈華役、『魔法少女育成計画』にてミナエル・ユナエル役、『アニマエール!』にて双子の根古屋鈴子・根古屋珠子役、『かげきしょうじょ!!』にて双子の沢田千夏・沢田千秋役で姉妹共演を果たしている。また声優として活動する傍ら利冴とライブ活動を行っていた。利冴と声質は似ているが、演技の方向性は異なるといい、性格も全く異なるという。
利冴とは生まれたころから一緒にいるといい、実家を離れた2020年現在も一緒に暮らしている。
特撮好きであり、中学2年生の時に『仮面ライダー電王』を見たことを切っ掛けに「声優として特撮の世界に飛び込みたい」と思って声優を目指すようになった。一人称は「我」。
声優としてはもともと少年役を演じたかったが、事務所所属直後は自信が持てずにいた。初めてアニメ作品で共演した先輩声優から「君の声は少年ができる声だから、自信を持って事務所にアピールしたほうがいい」と言われたことで、少年役のオーディションも受けさせてもらえるようになり、少年役もできるようになっていった。現在は7:3の割合で男の子の役の方が多いという。
方言は大阪弁。趣味・特技は読書、ナンプレ、ネイルアート、食べ歩き、歌唱、ダンス、書道、ソフトテニス、和太鼓。

## 出演
太字はメインキャラクター。

### テレビアニメ
2014年
- 咲-Saki- 全国編（愛宕洋榎）
- ご注文はうさぎですか?（女生徒C）
- クレヨンしんちゃん（園児B）
- 精霊使いの剣舞（女生徒）

2015年
- アイドルマスター シンデレラガールズ（星輝子） - 2シリーズ
- 電波教師（小宮流、子供）
- 怪盗ジョーカー（ベル）
- 名探偵コナン（2015年 - 2024年、店員、生徒）
- 血界戦線（同級生）

2016年
- 紅殻のパンドラ（ブリ――――）
- 赤髪の白雪姫（女官A）
- 学戦都市アスタリスク（黎沈雲）
- ベイブレードバースト（2016年 - 2019年、柿谷一郎、メイド、ネコ、係員A、ホウジの弟、AD、少年A、少年、藍沢ジン、キット・ロペス、グミタ） - 3シリーズ
- 少年アシベ GO! GO! ゴマちゃん（2016年 - 2019年、ゆうまのママ、坂田新一〈サカタ弟〉、リコ、ミニイエティ〈小イエティ〉のパパ）
- 文豪ストレイドッグス（2016年 - 2023年、婦警、ハック） - 3シリーズ
- はんだくん（女子生徒D）
- 魔法少女育成計画（ユナエル）
- 斉木楠雄のΨ難（女子生徒B）
- 舟を編む（泉くん）

2017年
- 風夏（女性客）
- アイカツスターズ!（2017年 - 2018年、ほのか）
- CHAOS;CHILD（人々E、若者女子A）
- アイドルマスター シンデレラガールズ劇場（2017年 - 2019年、星輝子、喫茶店員） - 4シリーズ
- クロックワーク・プラネット（ベルモット（女性））
- バトルガール ハイスクール（星月みく、マユ）
- サクラクエスト（有村薫）
- ナナマル サンバツ（笹島迅子）
- ブレンド・S（小学生）
- Just Because!（森川満、陸上部後輩）
- 結城友奈は勇者である -鷲尾須美の章-
- ドリフェス!R（少年）
- ボールルームへようこそ（男子A）
- 魔法陣グルグル（時の女神B）

2018年
- 刀使ノ巫女（ねね）
- 怪獣娘 〜ウルトラ怪獣擬人化計画〜（ガッツ星人 / シャドウガッツ、シャドウジェネラル）
- アイドリッシュセブン（女性ファンB）
- 若おかみは小学生!（ウリ坊〈立売誠〉）
- レイトン ミステリー探偵社 〜カトリーのナゾトキファイル〜（サイモン〈幼少期〉）
- 異世界魔王と召喚少女の奴隷魔術（グラスウォーカーA）
- キラッとプリ☆チャン（2018年 - 2020年、仙水リン）
- 抱かれたい男1位に脅されています。（高人〈少年〉）
- アニマエール!（根古屋珠子）
- となりの吸血鬼さん（まろ眉の柴犬）
- ゴブリンスレイヤー（2018年 - 2023年、ゴブリンスレイヤーの幼少期） - 2シリーズ
- やがて君になる（槙聖司〈小学生〉）

2019年
- みにとじ（ねね）
- どろろ（多宝丸〈子供時代〉）
- モブサイコ100 II（女子生徒）
- けものフレンズ2（クロヒョウ）
- 荒野のコトブキ飛行隊（ヒガコ）
- キャロル&チューズデイ（男の子、シャーロット、AD、若い女性、看護師）
- 女子高生の無駄づかい（女生徒、3年生女生徒）
- 超人高校生たちは異世界でも余裕で生き抜くようです!（子供B、子供D、村人B）
- 星合の空（高田希唯）
- アイカツオンパレード!（ほのか）
- 天華百剣 〜めいじ館へようこそ!〜（津田越前守助廣）

2020年
- ヒーリングっど♥プリキュア（2020年 - 2021年、ゆう君、りな、女子、沢泉とうじ）
- A3!（通行人）
- 白猫プロジェクト ZERO CHRONICLE（少年）
- LISTENERS リスナーズ（少年）
- グレイプニル（直人〈小学生〉）
- ムヒョとロージーの魔法律相談事務所（マリル・マシアス）
- あひるの空（かしの木園の生徒）
- ハイキュー!! TO THE TOP（宮治〈小4〉）
- 呪術廻戦（2020年 - 2023年、つばさ、枷場菜々子） - 2シリーズ

2021年
- 裏世界ピクニック（子供たち）
- かげきしょうじょ!!（沢田千秋）
- チート薬師のスローライフ〜異世界に作ろうドラッグストア〜（エレイン）
- うらみちお兄さん（局長の孫）
- 舞妓さんちのまかないさん（2021年 - 2022年、つる駒）
- おじゃる丸（たー坊）
- 見える子ちゃん（さんかい、化け物）
- サクガン（ネルケ）

2022年
- 怪人開発部の黒井津さん（ヒュドラ二姉・四姉）
- ジョジョの奇妙な冒険 ストーンオーシャン（女囚A）
- シャドウバースF（2022年 - 2024年、真壁カグヤ、4歳の真壁カグヤ）
- 咲う アルスノトリア すんっ!（精霊）
- 機動戦士ガンダム 水星の魔女（2022年 - 2023年、女子生徒、生徒、ジェターク寮オペレーター） - 2シリーズ
- アキバ冥途戦争（猫エースメイド）
- アークナイツ【黎明前奏/PRELUDE TO DAWN】（ミーシャ）
- SPY×FAMILY（キム・キャンベル）

2023年
- ひろがるスカイ!プリキュア（2023年 - 2024年、ベリィベリー）
- この素晴らしい世界に爆焔を!（女騎士）
- 魔法使いの嫁 SEASON2（教師）
- 女神のカフェテラス（女の子B）
- 江戸前エルフ（女子B）
- デッドマウント・デスプレイ（火吹き蟲、女子高生） - 2シリーズ
- 死神坊ちゃんと黒メイド（ジェシイ）
- 『ヒプノシスマイク-Division Rap Battle-』Rhyme Anima +（森村ひそか）
- 鴨乃橋ロンの禁断推理（おのやこ）
- シャングリラ・フロンティア（2023年 - 2024年、ピーツ） - 2シリーズ

2024年
- ポケットモンスター（レンタ）
- ふしぎ駄菓子屋 銭天堂（入間幸二、白鳥桃代）
- わんだふるぷりきゅあ!（2024年 - 2025年、猫屋敷ユキ / キュアニャミー）
- 逃げ上手の若君（摂津清子、ナレーション）
- 俺は全てを【パリイ】する 〜逆勘違いの世界最強は冒険者になりたい〜（魔族の子供A）
- 科学×冒険サバイバル!（2024年 - 2025年、ジオ）
- らんま1/2 (2024)（新体操クラブ部員）
- 魔王2099（女友達）

2025年
- グリザイア:ファントムトリガー（子供A）
- 俺は星間国家の悪徳領主!（荒島、塩見、白根）
- プリンセッション・オーケストラ（奏美ろな）
- 九龍ジェネリックロマンス（ユウロン〈少年〉）
- 追放者食堂へようこそ!（バチェル）

### 劇場アニメ
2010年代
- 劇場版 はいからさんが通る 前編 〜紅緒、花の17歳〜（2017年、女学生）
- 若おかみは小学生!（2018年、ウリ坊〈立売誠〉）

2020年代
- 科学漫画サバイバルシリーズ（2020年 - 2021年、ジオ） - 2作品
- 劇場版 呪術廻戦 0（2021年、枷場菜々子）
- わんだふるぷりきゅあ!ざ・むーびー! ドキドキ♡ゲームの世界で大冒険!（2024年、猫屋敷ユキ / キュアニャミー）
- 映画 キミとアイドルプリキュア♪ お待たせ!キミに届けるキラッキライブ!（2025年、猫屋敷ユキ / キュアニャミー）

### OVA
- 蒼穹のファフナー THE BEYOND（2019年 - 2020年、皆城輝夜[91]）

### Webアニメ
2010年代
- モンスターストライク（2015年、女友達A）
- 科学漫画サバイバルシリーズ スペシャル動画（2019年、ジオ）

2020年代
- ゼノンザード THE ANIMATION（2020年、女子生徒D）
- ただいま!ちびゴジラ（2020年、ちびラドン）
- アイドルマスター シンデレラガールズ劇場 Extra Stage（2021年、星輝子）
- CINDERELLA GIRLS 10th Anniversary Celebration Animation ETERNITY MEMORIES（2022年、星輝子）

- トミカヒーローズ　ジョブレイバー　特装合体ロボ (2022年、清掃ジョブロイド BUTCH)

### ドラマCD
2014年
- 南鎌倉高校女子自転車部（サンディ・マクドゥガル）※コミックス6巻ドラマCD付き初回限定版

2015年
- CLOCK ZERO〜終焉の一秒〜 Grace note Vol.3（幼少期の英央）
- 四月一日さんには僕がたりない ※コミックス2巻ドラマCD付き特装版

2017年
- しすたー・いん・らう！ドラマCD（逢隈萌花）

2018年
- ドラマCD 可愛ければ変態でも好きになってくれますか？（南条真緒）
- ゆずかアップセット（北川さきこ）

### 吹き替え

#### 映画
- インデペンデンス・デイ: リサージェンス（デイジー）
- L.O.L. サプライズ! ウィンターディスコ ザ・ムービー（タハニ）
- ユー・ウォント・ミー・トゥ・キル・ヒム
- ラン・オールナイト

#### テレビドラマ
- マイケル・J・フォックス・ショウ
- マッドメン（サリー）
- Major Crimes 〜重大犯罪課

#### アニメ
- ウィスカー・ヘイブン〜ロイヤルペットものがたり〜
- チャック・チャック（2016年、スージー 役[142]）
- パウ・パトロール（2019年、ラブル[143]）
- アダムス・ファミリー（2020年、カイラ[144]）
- パウ・パトロール ザ・ムービー（2021年、ラブル[145]）
- パウ・パトロール ザ・マイティ・ムービー（2023年、ラブル[146]）

### デジタルコミック
- ポン太がヒトになりまして。（2024年、サキ[147]）

### ラジオ
※はインターネット配信。
- めっちゃすきやねん（2013年 - 2023年、ラジオ大阪・超!A&G+※）
- MFカフェ文庫Jあらいぶ!!（2014年 - 2015年、YouTube※・ニコニコ動画※）アシスタント
- 松田的超英雄電波（2016年 - 2018年、ラジオ関西・ニコニコ生放送※）[148]
- フレッシュたかまつ（2017年 - 2024年、超!A&G+※・ラジオ関西）[149]

### テレビ番組
※はインターネット配信。
- 咲なま 姫松高校麻雀部（2014年、ニコニコ生放送※）
- アニメマシテ（2016年、テレビ東京）MC
- 松田的超英雄電波。（2018年 - 、ニコニコ生放送 あみあみチャンネル ⇒ Youtubeチャンネル 女性声優×特撮 松田的超英雄電波。※）
- 松田颯水の無我夢中（2020年 - 、ニコニコ生放送 シーサイドチャンネル※）

### 映像商品
- ラジオ アイドルマスターシンデレラガールズ『デレラジ』DVD Vol.6 (2015年) [150]
- THE IDOLM@STER CINDERELLA GIRLS 2ndLIVE PARTY M@GIC!!（2015年）[151]
- THE IDOLM@STER CINDERELLA GIRLS 3rdLIVE シンデレラの舞踏会 -Power of Smile- Blu-ray Day1（2016年）[152]
- THE IDOLM@STER CINDERELLA GIRLS 4thLIVE TriCastle Story Blu-ray BOX（2017年）[153]
- THE IDOLM@STAR CINDERELLA GIRLS 5thLIVE TOUR Serendipity Parade!!! @OSAKA[154],SAITAMA SUPER ARENA（2018年）[155]
- 温泉むすめ 3rd LIVE "NOW ON☆SENSATION!! Vol.3"〜ワイワイワッチョイナ！！〜（2018年）[156]
- SEASIDE 10th Anniversary DVD 諏訪彩花編（2021年）[157]
- THE IDOLM@STER M@STERS OF IDOL WORLD!!!!! 2023 Blu-ray PERFECT BOX!!!!!（2023年）[158]

### ナレーション
- 仮面ライダーゼロワンスタート前日特番〜高橋文哉ら新キャストがアベマに生降臨!（2019年8月31日、AbemaTV）[159]
- FC町田ゼルビアをつくろう〜ゼルつく〜（2020年4月3日 - 5月1日、AbemaTV）
- かまいガチ（2022年8月、テレビ朝日） - 8月マンスリーナレーション

### テレビドラマ
- 機界戦隊ゼンカイジャー（2021年 - 2023年、リッキーの声[160]） - 4作品[一覧 12]

### 朗読劇
- PLATTO朗読劇 「青春の一ページを、キスでめくって」「倫理テスト部の一日」（2020年6月20日、ライブ配信）[163]

### 玩具
- 機界戦隊ゼンカイジャー ギアダリンガー -MEMORIAL EDITION-（2023年7月）

### その他コンテンツ
- マジで恋する8分間（2016年、麺堂しの[164]）
- project758（2016年、亀芳・フィナンシェ・アンナ[165]）
- FeBe オーディオブック「また、同じ夢を見ていた」（2017年、桐生くん[166]）
- アニメ『アイドルマスター シンデレラガールズ劇場 3rd SEASON』DVD/BD 第1巻 特典CD「なんちゃってコメンタリー」（2018年）
- ASMR「坊ちゃん、耳かきの時間だよ ～王子様のような執事、結希～」（2022年、結希）
- わんだふるぷりきゅあ! ドリームステージ♪（2024年7月 - 2025年3月予定、猫屋敷ユキ / キュアニャミー[167]）

## ディスコグラフィ

### キャラクターソング
| 発売日   | 商品名 | 歌 | 楽曲                                                                            | 備考                                                                     |
| 2014年   | 2014年 | 2014年 | 2014年                                                                          | 2014年                                                                   |
| -------- | --- | --- | ------------------------------------------------------------------------------- | ------------------------------------------------------------------------ |
| 2月26日  | この手が奇跡を選んでる                                                                                                | 姫松高校 | 「この手が奇跡を選んでる」                                                      | テレビアニメ『咲-Saki- 全国編』エンディングテーマ                        |
| 4月30日  | THE IDOLM@STER CINDERELLA MASTER 026 星輝子                                                                           | 星輝子（松田颯水） | 「毒茸伝説」                                                                    | ゲーム『アイドルマスター シンデレラガールズ』関連曲                      |
| 12月24日 | THE IDOLM@STER CINDERELLA MASTER Passion Jewelries! 002                                                               | 十時愛梨（原田ひとみ）、日野茜（赤﨑千夏）、高森藍子（金子有希）、星輝子（松田颯水）、堀裕子（鈴木絵理） | 「絶対特権主張しますっ！」 「ゴキゲンParty Night」                              | ゲーム『アイドルマスター シンデレラガールズ』関連曲                      |
| 12月24日 | THE IDOLM@STER CINDERELLA MASTER Passion Jewelries! 002                                                               | 星輝子（松田颯水） | 「紅」                                                                          | ゲーム『アイドルマスター シンデレラガールズ』関連曲                      |
| 2015年   | | |                                                                                 |                                                                          |
| 12月23日 | アイドルマスター シンデレラガールズ BD・DVD 第7巻完全生産限定版特典CD「346Pro IDOL selection vol.4」                  | 星輝子（松田颯水）、白坂小梅（桜咲千依） | 「Lunatic Show」                                                                | テレビアニメ『アイドルマスター シンデレラガールズ』関連曲                |
| 2016年   | | |                                                                                 |                                                                          |
| 2月24日  | 電波教師 7 完全生産限定版 Blu-ray Disc/DVD 特典CD                                                                     | 小宮流（松田颯水） | 「愛しのシャイボーイ」 「家族の絆だ ファミリンジャー（オフ会Ver.）」 「ふたり」 | テレビアニメ『電波教師』挿入歌                                           |
| 10月14日 | THE IDOLM@STER CINDERELLA GIRLS 4thLIVE TriCastle Story -Brand new Castle- 会場オリジナルCD 絶対ピンクな小箱          | 星輝子（松田颯水） | 「絶対特権主張しますっ！」                                                      | ゲーム『アイドルマスター シンデレラガールズ』関連曲                      |
| 10月26日 | THE IDOLM@STER CINDERELLA GIRLS STARLIGHT MASTER 06 Love∞Destiny                                                      | 星輝子（松田颯水） | 「PANDEMIC ALONE」                                                              | ゲーム『アイドルマスター シンデレラガールズ スターライトステージ』関連曲 |
| 11月23日 | TVアニメ『魔法少女育成計画』キャラクターソングアルバム「Musica Magica」                                               | ミナエル（松田利冴）、ユナエル（松田颯水）、たま（西明日香） | 「ピーキーわんだふる！」                                                        | テレビアニメ『魔法少女育成計画』関連曲                                   |
| 2017年   | | |                                                                                 |                                                                          |
| 2月8日   | THE IDOLM@STER CINDERELLA MASTER EVERMORE                                                                             | アナスタシア（上坂すみれ）、緒方智絵里（大空直美）、神谷奈緒（松井恵理子）、川島瑞樹（東山奈央）、輿水幸子（竹達彩奈）、小早川紗枝（立花理香）、佐久間まゆ（牧野由依）、白坂小梅（桜咲千依）、高森藍子（金子有希）、十時愛梨（原田ひとみ）、日野茜（赤﨑千夏）、北条加蓮（渕上舞）、星輝子（松田颯水）、堀裕子（鈴木絵理）、三村かな子（大坪由佳） | 「ゴキゲンParty Night」                                                         | ゲーム『アイドルマスター シンデレラガールズ』関連曲                      |
| 8月9日   | THE IDOLM@STER CINDERELLA GIRLS STARLIGHT MASTER 12 命燃やして恋せよ乙女                                              | 星輝子（松田颯水）、白坂小梅（桜咲千依）、輿水幸子（竹達彩奈）、小早川紗枝（立花理香）、姫川友紀（杜野まこ） | 「Lunatic Show」                                                                | ゲーム『アイドルマスター シンデレラガールズ スターライトステージ』関連曲 |
| 10月4日  | LUSH STAR☆ | LUSH STAR☆ | 「LUSH STAR☆」 「恋と名付けたもの」                                             | 『温泉むすめ』関連曲                                                     |
| 2018年   | | |                                                                                 |                                                                          |
| 4月18日  | THE IDOLM@STER CINDERELLA GIRLS STARLIGHT MASTER 16 ∀NSWER                                                            | 早坂美玲（朝井彩加）、森久保乃々（高橋花林）、星輝子（松田颯水） | 「∀NSWER（M@STER VERSION）」                                                    | ゲーム『アイドルマスター シンデレラガールズ スターライトステージ』関連曲 |
| 5月23日  | THE IDOLM@STER CINDERELLA GIRLS STARLIGHT MASTER 17 Nothing but You                                                   | アナスタシア（上坂すみれ）、神谷奈緒（松井恵理子）、中野有香（下地紫野）、前川みく（高森奈津美）、星輝子（松田颯水） | 「Nothing but You（M@STER VERSION）」                                           | ゲーム『アイドルマスター シンデレラガールズ スターライトステージ』関連曲 |
| 2019年   | | |                                                                                 |                                                                          |
| 4月17日  | 百華繚乱 | 津田越前守助廣（松田颯水）、八丁念仏（久保田梨沙）、雷切丸（河瀬茉希） | 「繚乱★はろうぃん」                                                             | ゲーム『天華百剣 -斬-』関連曲                                            |
| 9月2日   | THE IDOLM@STER CINDERELLA GIRLS 7thLIVE TOUR Special 3chord♪ Comical Pops! 会場オリジナルCD                           | 星輝子（松田颯水） | 「∀NSWER（M@STER VERSION）」 「Nothing but You（M@STER VERSION）」              | ゲーム『アイドルマスター シンデレラガールズ スターライトステージ』関連曲 |
| 2020年   | | |                                                                                 |                                                                          |
| 2月19日  | THE IDOLM@STER CINDERELLA GIRLS STARLIGHT MASTER 36 義勇忍侠花吹雪                                                    | 星輝子（松田颯水）、向井拓海（原優子）、村上巴（花井美春） | 「O2」                                                                          | ゲーム『アイドルマスター シンデレラガールズ スターライトステージ』関連曲 |
| 7月1日   | THE IDOLM@STER CINDERELLA MASTER 3chord for the Rock!                                                                 | 星輝子（松田颯水）、白雪千夜（関口理咲）、神崎蘭子（内田真礼）、五十嵐響子（種﨑敦美）、多田李衣菜（青木瑠璃子） | 「Unlock Starbeat（M@STER VERSION）」                                           | ゲーム『アイドルマスター シンデレラガールズ』関連曲                      |
| 12月16日 | THE IDOLM@STER CINDERELLA GIRLS STARLIGHT MASTER GOLD RUSH! 05 オレンジタイム                                         | 輿水幸子（竹達彩奈）、白坂小梅（桜咲千依）、星輝子（松田颯水） | 「オレンジタイム（M@STER VERSION）」                                            | ゲーム『アイドルマスター シンデレラガールズ スターライトステージ』関連曲 |
| 2021年   | | |                                                                                 |                                                                          |
| 8月25日  | 星の旅人/シナヤカナミライ/薔薇と私                                                                                    | 星野薫（大地葉）、沢田千夏（松田利冴）、沢田千秋（松田颯水） | 「薔薇と私」                                                                    | テレビアニメ『かげきしょうじょ!!』エンディングテーマ                     |
| 9月29日  | かげきしょうじょ!! 音楽集                                                                                             | 渡辺さらさ（千本木彩花）、奈良田愛（花守ゆみり）、杉本紗和（上坂すみれ）、星野薫（大地葉）、山田彩子（佐々木李子）、沢田千夏（松田利冴）、沢田千秋（松田颯水） | 「桜吹雪舞うなかに」                                                            | テレビアニメ『かげきしょうじょ!!』関連曲                                 |
| 9月29日  | かげきしょうじょ!! 音楽集                                                                                             | 沢田千秋（松田颯水） | 「桜吹雪舞うなかに」                                                            | テレビアニメ『かげきしょうじょ!!』関連曲                                 |
| 12月22日 | THE IDOLM@STER CINDERELLA GIRLS STARLIGHT MASTER GOLD RUSH! 14 レッド・ソール                                         | 桐生つかさ（河瀬茉希）、三船美優（原田彩楓）、星輝子（松田颯水）、藤原肇（鈴木みのり） | 「レッド・ソール（M@STER VERSION）」                                            | ゲーム『アイドルマスター シンデレラガールズ スターライトステージ』関連曲 |
| 12月22日 | THE IDOLM@STER CINDERELLA GIRLS STARLIGHT MASTER GOLD RUSH! 14 レッド・ソール                                         | 星輝子（松田颯水） | 「レッド・ソール（M@STER VERSION）」                                            | ゲーム『アイドルマスター シンデレラガールズ スターライトステージ』関連曲 |
| 2022年   | | |                                                                                 |                                                                          |
| 2月2日   | 機界戦隊ゼンカイジャー キャラクターソングアルバム                                                                     | フリント・ゴールドツイカー（森日菜美）、カッタナー・ゴールドツイカー（鈴木崚汰）、リッキー・ゴールドツイカー（松田颯水） | 「 ゴールドツイカー☆界賊の掟」                                                  | 特撮『機界戦隊ゼンカイジャー』関連曲                                     |
| 5月25日  | THE IDOLM@STER CINDERELLA GIRLS STARLIGHT MASTER R/LOCK ON! 05 トロピカルガール                                       | 辻野あかり（梅澤めぐ）、星輝子（松田颯水）、木村夏樹（安野希世乃）、小日向美穂（津田美波）、関裕美（会沢紗弥） | 「徒花ネクロマンシー」                                                          | ゲーム『アイドルマスター シンデレラガールズ スターライトステージ』関連曲 |
| 2023年   | | |                                                                                 |                                                                          |
| 9月6日   | THE IDOLM@STER CINDERELLA GIRLS STARLIGHT MASTER PLATINUM NUMBER 07 N.O.R. 〜Notes of Revolution〜 革命についての覚書 | 脇山珠美（嘉山未紗）、星輝子（松田颯水）、小関麗奈（長野佑紀） | 「N.O.R. 〜Notes of Revolution〜 革命についての覚書（M@STER VERSION）」         | ゲーム『アイドルマスター シンデレラガールズ スターライトステージ』関連曲 |
| 9月6日   | THE IDOLM@STER CINDERELLA GIRLS STARLIGHT MASTER PLATINUM NUMBER 07 N.O.R. 〜Notes of Revolution〜 革命についての覚書 | 星輝子（松田颯水） | 「WET」 「N.O.R. 〜Notes of Revolution〜 革命についての覚書（M@STER VERSION）」 | ゲーム『アイドルマスター シンデレラガールズ スターライトステージ』関連曲 |
| 2024年   | | |                                                                                 |                                                                          |
| 5月15日  | THE IDOLM@STER CINDERELLA GIRLS STARLIGHT MASTER COLLABORATION! ジュビリー                                            | 木村夏樹（安野希世乃） | 「灼熱にて純情（wii-wii-woo）」                                                 | ゲーム『アイドルマスター シンデレラガールズ スターライトステージ』関連曲 |
| 7月24日  | 『わんだふるぷりきゅあ!』ボーカルアルバム ～We are わんだふる!!!!～                                                   | 猫屋敷ユキ（松田颯水） | 「ほわいとDestiny」                                                             | テレビアニメ『わんだふるぷりきゅあ!』関連曲                              |
| 7月24日  | 『わんだふるぷりきゅあ!』ボーカルアルバム ～We are わんだふる!!!!～                                                   | 犬飼こむぎ（長縄まりあ）、犬飼いろは（種﨑敦美）、猫屋敷ユキ（松田颯水）、猫屋敷まゆ（上田麗奈） | Hello・Bow・Mew ～We are わんだふる!!!!～                                       | テレビアニメ『わんだふるぷりきゅあ!』関連曲                              |
| 8月21日  | しあわせえぼりゅ～しょん♡ 〜こむぎ&いろはVer.〜 / しあわせえぼりゅ～しょん♡ 〜ユキ&まゆVer.〜                         | 吉武千颯 with わんだふるぷりきゅあ! | 「わんだふるぷりきゅあ！evolution!! with Wonderful Precure！ Ver.」             | テレビアニメ『わんだふるぷりきゅあ!』関連曲                              |

### その他参加楽曲
| 発売日         | 商品名                                                                             | 歌                                                                                               | 楽曲                                                                 | 備考                                                     |
| -------------- | ---------------------------------------------------------------------------------- | ------------------------------------------------------------------------------------------------ | -------------------------------------------------------------------- | -------------------------------------------------------- |
| 2013年10月26日 | やっぱすきやねん                                                                   | 大空直美、中島唯、松田颯水                                                                       | 「やっぱすきやねん」                                                 | ラジオ『めっちゃすきやねん』関連曲                       |
| 2014年12月30日 | めっちゃすきやねん ラジオCD                                                        | 大空直美、中島唯、松田颯水                                                                       | 「めっちゃすきやねん」                                               | ラジオ『めっちゃすきやねん』関連曲                       |
| 2014年12月30日 | めっちゃすきやねん ラジオCD                                                        | 松田颯水                                                                                         | 「めっちゃすきやねん」                                               | ラジオ『めっちゃすきやねん』関連曲                       |
| 2015年6月10日  | CINDERELLA PARTY! でれぱDEないと をきかないと!! 〜あかるくせいそにかわいくきよく〜 | 原紗友里、青木瑠璃子、松田颯水                                                                   | 「きのこの唄」                                                       | ラジオ『CINDERELLA PARTY!』関連曲                        |
| 2016年7月17日  | めっちゃすきやねん NEW WORLD／好きな人                                             | 大空直美、中島唯、松田颯水                                                                       | 「NEW WORLD」 「好きな人」                                           | ラジオ『めっちゃすきやねん』関連曲                       |
| 2017年9月17日  | めっちゃすきやねん 〜そろそろ唯我独SONG丸                                          | 大空直美、中島唯、松田颯水                                                                       | 「RADIO SHIP」                                                       | ラジオ『めっちゃすきやねん』関連曲                       |
| 2017年9月17日  | めっちゃすきやねん 〜そろそろ唯我独SONG丸                                          | 松田颯水                                                                                         | 「鳴響MIND」                                                         | ラジオ『めっちゃすきやねん』関連曲                       |
| 2017年11月8日  | フレッシュたかまつ SEASIDE LIVE FES 2017〜RAINBOW〜                                | 高田憂希、松田颯水                                                                               | 「Starting over」 「虹色クレヨン」 「会いたいよ」 「お祭りだ踊れ！」 | Webラジオ『フレッシュたかまつ』関連曲                    |
| 2017年11月8日  | フレッシュたかまつ SEASIDE LIVE FES 2017〜RAINBOW〜                                | 洲崎綾、西明日香、巽悠衣子、大橋彩香、田丸篤志、内田雄馬、照井春佳、諏訪彩花、高田憂希、松田颯水 | 「Sweet December」                                                   | イベント『SEASIDE LIVE FES 2017〜RAINBOW〜』テーマソング |
| 2018年7月7日   | めっちゃすきやねん mecha go! go!                                                   | 大空直美、中島唯、松田颯水                                                                       | 「ミラクルカラフルトレイン」 「Go forward into the future」          | ラジオ『めっちゃすきやねん』関連曲                       |

## ライブ・イベント

### 合同ライブ
| 出演日              | タイトル                                                                                          | 会場                                                     |
| ------------------- | ------------------------------------------------------------------------------------------------- | -------------------------------------------------------- |
| 2014年11月30日      | THE IDOLM@STER CINDERELLA GIRLS 2ndLIVE PARTY M@GIC!!                                             | 国立代々木第一体育館（東京都）                           |
| 2015年11月28日      | THE IDOLM@STER CINDERELLA GIRLS 3rdLIVE シンデレラの舞踏会 - Power of Smile -                     | 幕張メッセ国際展示場 9-11番ホール（千葉県）              |
| 2016年9月4日        | THE IDOLM@STER CINDERELLA GIRLS 4thLIVE TriCastle Story Starlight Castle                          | 神戸ワールド記念ホール（兵庫県）                         |
| 2016年11月19日      | THE IDOLM@STER CINDERELLA GIRLS 5th Anniversary Party                                             | 森のホール21（千葉県）                                   |
| 2017年6月9日・10日  | THE IDOLM@STER CINDERELLA GIRLS 5thLIVE TOUR Serendipity Parade!!! 大阪公演                       | 大阪城ホール（大阪府）                                   |
| 2017年8月13日       | THE IDOLM@STER CINDERELLA GIRLS 5thLIVE TOUR Serendipity Parade!!! さいたまスーパーアリーナ公演   | さいたまスーパーアリーナ（埼玉県）                       |
| 2018年9月8日・9日   | THE IDOLM@STER CINDERELLA GIRLS SS3A Live Sound Booth♪                                            | ヤマダグリーンドーム前橋（群馬県）                       |
| 2018年12月1日・2日  | THE IDOLM@STER CINDERELLA GIRLS 6thLIVE MERRY-GO-ROUNDOME!!!                                      | ナゴヤドーム（愛知県）                                   |
| 2018年5月19日       | 温泉むすめ 3rd LIVE                                                                               | かつしかシンフォニーヒルズ・モーツァルトホール（東京都） |
| 2019年10月20日      | バンダイナムコエンターテインメントフェスティバル                                                  | 東京ドーム（東京都）                                     |
| 2020年2月15日・16日 | THE IDOLM@STER CINDERELLA GIRLS 7thLIVE TOUR Special 3chord♪ Glowing Rock!                        | 京セラドーム大阪（大阪府）                               |
| 2021年1月9日        | THE IDOLM@STER CINDERELLA GIRLS Broadcast & LIVE Happy New Yell!!!                                | 幕張メッセ国際展示場 1-3番ホール（千葉県）               |
| 2022年1月29日・30日 | THE IDOLM@STER CINDERELLA GIRLS 10th ANNIVERSARY M@GICAL WONDERLAND TOUR!!! Tropical Land         | ライブ配信（ASOBISTAGE）                                 |
| 2022年4月2日・3日   | THE IDOLM@STER CINDERELLA GIRLS 10th ANNIVERSARY M@GICAL WONDERLAND!!!                            | ベルーナドーム（埼玉県）                                 |
| 2023年2月12日       | THE IDOLM@STER M@STERS OF IDOL WORLD!!!!! 2023                                                    | 東京ドーム（東京都）                                     |
| 2023年6月10日・11日 | THE IDOLM@STER CINDERELLA GIRLS 燿城夜祭 -かがやきよまつり-                                       | 大阪城ホール（大阪府）                                   |
| 2023年9月10日       | THE IDOLM@STER CINDERELLA GIRLS Shout out Live!!!                                                 | 愛知県国際展示場 ホールA（愛知県）                       |
| 2024年10月12日      | わんだふるぷりきゅあ!LIVE2024 FUN☆FUN☆えぼりゅーしょん!                                           | KT Zepp Yokohama（神奈川県）                             |
| 2025年2月8日・9日   | わんだふるぷりきゅあ!感謝祭                                                                       | TOKYO DOME CITY HALL（東京都）                           |
| 2025年4月26日       | THE IDOLM@STER CINDERELLA GIRLS STARLIGHT STAGE 10th ANNIVERSARY TOUR Let’s AMUSEMENT!!! 東京公演 | 有明アリーナ（東京都）                                   |
| 2025年6月28日・29日 | THE IDOLM@STER CINDERELLA GIRLS STARLIGHT STAGE 10th ANNIVERSARY TOUR Let’s AMUSEMENT!!! 福岡公演 | マリンメッセ福岡                                         |